# Шевченко, Георгий Фёдорович
Георгий Фёдорович Шевченко (1878—1928) — русский и украинский военачальник,  полковник (1916). Герой Первой мировой войны.

## Биография
После получения военного образования в 1899 году был произведён в подпоручики и выпущен в Каменецкий 173-й пехотный полк. В 1903 году произведён в поручики. С 1904 года участник Русско-японской войны в составе своего полка. Высочайшим приказом от 1906 года за проявленные в боях мужество и героизм был награждён Орденом Святой Анны 4-й степени «За храбрость».
С 1905 года служил в составе Нейшлотского 87-го пехотного полка и Пензенского 121-го пехотного полка. В 1907 году произведён в штабс-капитаны, в 1914 году произведён в капитаны. С 1914 года участник Первой мировой войны, в составе Пензенского 121-го пехотного полка. В 1915 году произведён в подполковники, в 1916 году произведён в полковники.  

Высочайшим приказом от 23 сентября 1915 года  за храбрость был награждён орденом Святого Георгия 4-й степени: 
За то, что во время ночной атаки противника, 18-го декабря 1914 года у Каменецкого леса, первым со своей ротой ворвался на неприятельскую позицию, уничтожив предварительно проволочные заграждения; своим примером привлёк соседние роты, а затем, удерживая до рассвета занятую позицию, отразил ряд атак, несмотря на убыль почти всего состава роты; такими действиями способствовал наступлению своего батальона, который и овладел высотой возле Каменецкого леса
  

Высочайшим приказом от 10 ноября 1915 года за храбрость награждён Георгиевским оружием: 
За то, что в бою 5-го октября 1914 года под крепостью Перемышль, командуя батальоном, выбил противника из укреплённой позиции, которую и удерживал в течение трёх дней, не взирая на губительный огонь, ряд повторных атак и то обстоятельство, что в виду отхода соседнего полка, правый фланг его оказался обнажённым
После Октябрьской революции, с 1918 года был участником Гражданской войны в составе войск Украинской державы — командир Житомирского 7-го пехотного полка, Бержанского 16-го пехотного полка и Житомирского 6-го пехотного полка. С 1919 года в составе войск Вооружённых Сил Юга России — штаб-офицер Отдела генерал-квартирмейстера штаба Добровольческой армии и начальник штаба Алексеевской дивизии. С 1920 года состоял при штабе Русской армии, член общества галлиполийцев. 
С 1925 года в эмиграции во Франции. Скончался 16 июня 1928 года в городе Вильжюиф.

## Награды
- Орден Святой Анны 4-й степени «За храбрость» (05.03.1906)
- Орден Святого Станислава 3-й степени (Мечи и бант — ВП 09.12.1916)
- Орден Святой Анны 3-й степени (08.04.1914)
- Орден Святого Станислава 2-й степени с мечами (ВП 01.03.1915)
- Георгиевское оружие (ВП 10.11.1915)
- Орден Святого Георгия 4-й степени (ВП 23.09.1915)
- Орден Святого Владимира 4-й степени с мечами и бантом (ВП 07.11.1915)